# Chandai
Chandai är en kommun i departementet Orne i regionen Normandie i nordvästra Frankrike. Kommunen ligger i kantonen L'Aigle-Est som tillhör arrondissementet Mortagne-au-Perche. År 2022 hade Chandai 681 invånare.

## Befolkningsutveckling
Antalet invånare i kommunen Chandai
| Referens: INSEE |